# Арешонков, Владимир Юрьевич
Влади́мир Ю́рьевич Арешо́нков (укр. Володимир Юрійович Арешонков, род. 17 декабря 1957) — украинский политик и общественный деятель, работавший на ответственных государственных и муниципальных должностях в Житомирской области, народный депутат Украины 8-го созыва. В Раде входит в блок Петра Порошенко, является заместителем председателя комитета по вопросам регламента и организации работы Верховной Рады.

## Биография
Владимир Юрьевич Арешонков родился 17 декабря 1957 года в городе Коростень Житомирской области. В 1981 году окончил Ужгородский государственный университет. В 2003 окончил Академию госуправления при Президенте Украины получив степень магистра. В 2007 году защитил диссертацию, получив степень кандидата педагогических наук. 
2015 - Доктор педагогических наук.
2016 - Профессор кафедры специальных исторических дисциплин и правоведения ЖГУ им. И.Франко.
С 1998 по 2014  год работал на ответственных должностях в исполнительной власти и местного самоуправления Житомирской области, в том числе руководил управлением образования и науки.
1998 — 2001 — заместитель главы Коростенского горисполкома. 
2001 — 2002 — начальник отдела в делах национальностей, миграции и религии Житомирской ОГА.
2002 — 2005 — начальник управления образования и науки Житомирской ОГА.
2005 — 2009 — проректор Житомирского областного института последипломного педагогического образования.
2009 —  2010 — заместитель  главы Коростенского горисполкома.
Апрель — ноябрь 2010 — глава Коростенской районной государственной администрации.
С 17 ноября 2010 года — первый заместитель главы Житомирского областного совета.
В Верховную Раду 8-го созыва прошёл по одномандатному избирательному округу № 64, набрав 41,03 % голосов. 
25 декабря 2018 года включён в санкционный список России.